# Guido Kroemer
Pour les articles homonymes, voir Kroemer.
Guido Kroemer (né le 11 juin 1961 à Leer) est un immunologiste et un biologiste cellulaire qui a contribué à la compréhension du rôle des mitochondries dans la mort cellulaire.
Il est membre de plusieurs académies scientifiques en Europe et est l'un des auteurs les plus cités en biologie cellulaire.

## Biographie
Kroemer a terminé ses études de médecine à l'Université d'Innsbruck en Autriche et a obtenu un doctorat en biologie de l'Université autonome de Madrid.
Au début de sa carrière, Kroemer a travaillé pour le Conseil national espagnol de la recherche.
Kroemer a découvert pour la première fois le fait que la perméabilisation de la membrane mitochondriale est une étape concrète dans le processus de mort cellulaire programmée. Le rôle anti-vieillissement de l’autophagie et des réponses immunitaires garantissent le succès des traitements anticancéreux.
Auteur de plus d'un millier de publications dans des revues scientifiques, Guido Kroemer fait partie de différents comités éditoriaux. Il est rédacteur en chef de Cell Stress, de OncoImmunology, de Microbial Cell, et de Molecular & Cellular Oncology, et membre de nombreuses instances scientifiques et académiques, et à la tête de plusieurs groupes de recherche.
Il est actuellement chercheur en France, directeur des plateformes de métabolomique et de biologie cellulaire de Gustave-Roussy et de l’équipe « Metabolisme, cancer et immunité », à l'INSERM. Il est également professeur à la Faculté de médecine de l'Université Paris Descartes, professeur adjoint au Karolinska Institute, professeur honoraire au Suzhou Center of Systems Medicine, directeur adjoint du Centre de recherche des Cordeliers, et praticien à l’Hôpital européen Georges-Pompidou.

## Distinctions
- 1998 : Prix Monika Kutzner de l'Académie des sciences de Berlin-Brandebourg[3]
- 1999 : Prix Gallet et Breton de l'Académie nationale de médecine[4]
- 2006 : Prix René Descartes de la Commission européenne[5]
- 2007 : Médaille Carus de l'Académie Léopoldine[6]
- 2008 : Prix Mergier-Bourdeix de l'Académie des sciences[4]
- 2009 : Prix lucien Dautrebande de l'Académie royale de Médecine de Belgique[7]
- 2010 : Prix Duquesne de la Ligue nationale contre le cancer[4]
- 2010 : Prix Bettencourt Coups d'élan de la Fondation Bettencourt Schueller[8]
- 2012 : Prix Fondation ARC Léopold-Griffuel, pour ses travaux sur les Mécanismes moléculaires de l'apoptose et développement de stratégies thérapeutiques anti-tumorales[4]
- 2013 : Advanced Investigator Award du Conseil européen de la recherche
- 2014 : Prix Henry et Mary-Jane Mitjavile de l'Académie nationale de médecine, pour ses travaux intitulés Physiopathologie de la mort cellulaire[9]
- 2016 : Grand Prix Claude Bernard de la Ville de Paris[10]
- 2017 : Prix Charles Rodolphe Brupbacher de la Fondation Brupbacher[11]
- 2017 : Prix ADPS Longevity Research Award[12]
- 2018 : Prix de la santé InBev-Baillet Latour[13]
- 2019 : Premio Internazionale Lombardia è Ricerca [14]
- 2019 : Doctorat honoris causa de l'Université de Rome « Tor Vergata », le 9 mai 2019[15]